# Maxwell Lucas
Maxwell „Max“ „The Saxman“ Lucas (* 13. September 1910 in Amherst (Nova Scotia), Kanada; † im Mai 2010 in New York City) war ein US-amerikanischer Rhythm-&-Blues- und Jazz-Saxophonist (Bariton, Alt, Tenor).
Lucas kam mit seiner Familie 1919 in die Vereinigten Staaten und wuchs in Washington, D.C. auf. Mit 14 Jahren begann er Altsaxophon zu spielen, mit 16 Jahren zog er mit seiner Mutter nach New York und gehörte er Hugh Kirksy and his Orchestra an. In den 1940er-Jahren entstanden erste Aufnahmen mit Musikern des Rhythm and Blues, Ed Wonder Veer und Douglas Blackman. Im folgenden Jahrzehnt ging er mit Buddy Johnson Orchestra, dem er zwanzig Jahre angehörte, auf ausgedehnte Tourneen. Im Laufe seiner Karriere spielte er auch mit den Jazzgrößen Louis Armstrong (1939/40), Chick Webb/Ella Fitzgerald, Hot Lips Page, Cootie Williams, und Thelonious Monk. Er spielte in der Band von Fess Williams, tourte mit Tiny Bradshaw in Japan und begleitete Billie Holiday und Dinah Washington, im New Yorker Apollo Theater auch Aretha Franklin und Nat King Cole. In seinen späteren Jahren trat er mit lokalen Latin-Bands auf, außerdem Seleno Clarke und mit dem Duke Ellington Orchestra unter der Leitung von Mercer Ellington. Im Bereich des R&B und Jazz war Maxwell Lucas, der im Mai 2010 im Alter von 99 Jahren starb, zwischen 1944 und 1961 an 14 Aufnahmesessions beteiligt, u. a. bei Hank Ballard, Wynonie Harris und Stick McGhee.